# Aztecolus pablillo
Aztecolus pablillo är en mångfotingart som beskrevs av Chamberlin 1947. Aztecolus pablillo ingår i släktet Aztecolus och familjen Spirobolidae. Inga underarter finns listade i Catalogue of Life.